# العلاقات البوسنية السويدية
العلاقات البوسنية السويدية هي العلاقات الثنائية التي تجمع بين البوسنة والهرسك والسويد.

## مقارنة بين البلدين
هذه مقارنة عامة ومرجعية للدولتين:
| وجه المقارنة                                              | البوسنة والهرسك                                             | السويد                                                                               |
| --------------------------------------------------------- | ----------------------------------------------------------- | ------------------------------------------------------------------------------------ |
| المساحة (كم2)                                             | 51.20 ألف                                                   | 450.30 ألف                                                                           |
| عدد السكان (نسمة)                                         | 3.51 مليون                                                  | 10.16 مليون                                                                          |
| الكثافة السكانية (ن./كم²)                                 | 68.55                                                       | 22.56                                                                                |
| العاصمة                                                   | سراييفو                                                     | ستوكهولم                                                                             |
| اللغة الرسمية                                             | اللغة البوسنوية، اللغة الكرواتية، اللغة الصربية             | اللغة السويدية، لغات السامي، اللغة الفنلندية، منكيلي، اللغة الرومنية، اللغة اليديشية |
| العملة                                                    | مارك بوسني                                                  | كرونة سويدية                                                                         |
| الناتج المحلي الإجمالي (بليون دولار)                      | 18.17 مليار                                                 | 538.04 مليار                                                                         |
| الناتج المحلي الإجمالي (تعادل القوة الشرائية) بليون دولار | 41.35 مليار                                                 | 469.01 مليار                                                                         |
| الناتج المحلي الإجمالي الاسمي للفرد دولار أمريكي          | 4.25 ألف                                                    | 50.58 ألف                                                                            |
| الناتج المحلي الإجمالي للفرد دولار أمريكي                 | 10.43 ألف                                                   | 45.30 ألف                                                                            |
| مؤشر التنمية البشرية                                      | 0.733                                                       | 0.907                                                                                |
| رمز المكالمات الدولي                                      | +387                                                        | +46                                                                                  |
| رمز الإنترنت                                              | .ba                                                         | .se                                                                                  |
| المنطقة الزمنية                                           | توقيت وسط أوروبا، ت ع م+01:00، ت ع م+02:00، أوروبا/سراييفو ‏ | توقيت وسط أوروبا، ت ع م+01:00، ت ع م+02:00، أوروبا/ستوكهولم ‏                         |

## مدن متوأمة
في ما يلي قائمة باتفاقيات التوأمة بين مدن بوسنية وسويدية:
- ترتبط بانيا لوكا مع Västerås Municipality [الإنجليزية]‏ باتفاقية توأمة منذ 2005.[14][14][14][14]
- ترتبط سراييفو مع ستوكهولم باتفاقية توأمة منذ 1972.
- ترتبط Vareš [الإنجليزية]‏ مع Flen Municipality [الإنجليزية]‏ باتفاقية توأمة.
- ترتبط زينيتسا مع Luleå Municipality [الإنجليزية]‏ باتفاقية توأمة.

## منظمات دولية مشتركة
يشترك البلدان في عضوية مجموعة من المنظمات الدولية، منها:
| علم المنظمة | اسم المنظمة                               | تاريخ انضمام البوسنة والهرسك | تاريخ انضمام السويد |
| ----------- | ----------------------------------------- | ---------------------------- | ------------------- |
|             | مؤسسة التنمية الدولية                     | 25 فبراير 1993               | 24 سبتمبر 1960      |
|             | يونسكو                                    | 2 يونيو 1993                 | 23 يناير 1950       |
|             | وكالة ضمان الاستثمار متعدد الأطراف        | 19 مارس 1993                 | 12 أبريل 1988       |
|             | مجلس أوروبا                               | 24 أبريل 2002                | ?                   |
|             | الأمم المتحدة                             | 22 مايو 1992                 | 19 نوفمبر 1946      |
|             | الاتحاد البريدي العالمي                   | ?                            | ?                   |
|             | البنك الدولي للإنشاء والتعمير             | 25 فبراير 1993               | 31 أغسطس 1951       |
|             | اتفاقية السماوات المفتوحة                 | ?                            | ?                   |
|             | الاتحاد الدولي للاتصالات                  | 20 أكتوبر 1992               | 1866                |
|             | منظمة حظر الأسلحة الكيميائية              | ?                            | ?                   |
|             | مؤسسة التمويل الدولية                     | 25 فبراير 1993               | 20 يوليو 1956       |
|             | المنظمة الأوروبية لسلامة الملاحة الجوية   | 2004                         | 1995                |
|             | المركز الدولي لتسوية المنازعات الاستشارية | 13 يونيو 1997                | 28 يناير 1967       |
|             | منظمة الشرطة الجنائية الدولية             | ?                            | ?                   |
|             | منظمة الأمن والتعاون في أوروبا            | 30 أبريل 1992                | 25 يونيو 1973       |

## أعلام
هذه قائمة لبعض الشخصيات التي تربطها علاقات بالبلدين:
- برانيمير هرغوتا (لاعب كرة قدم سويدي، 12 يناير 1993[21] – )
- بوجان جورديش (لاعب كرة قدم سويدي، 6 فبراير 1982[22] – )
- دينو بيتا (لاعب كرة سلة سويدي، 20 سبتمبر 1988 – )
- زلاتان إبراهيموفيتش (لاعب كرة قدم سويدي، 3 أكتوبر 1981[23][24] – )
- زلاتان مسلموفيتش (لاعب كرة قدم بوسني، 6 مارس 1981 – )
- عايدة الحاج علي (سياسية سويدية، 21 يناير 1987 – )
- معمر تانكوفيتش (لاعب كرة قدم سويدي، 22 فبراير 1995[25] – )

## وصلات خارجية
- موقع وزارة الخارجية البوسنية
- موقع وزارة الخارجية السويدية